# 中川村 (茨城県)
中川村（なかがわむら）は茨城県猿島郡にかつて存在した村である。現在の茨城県坂東市の南西部に位置する。
　村の南西部には利根川が流れている。

## 歴史
- 1889年（明治22年）4月1日 - 町村制施行により、長谷村・桐木村・小山村・筵内村が合併し猿島郡中川村が成立する。
- 1899年（明治32年）4月1日 - 中川村の一部（利根川の南側、長谷の一部・小山の一部・筵内の一部）を千葉県東葛飾郡川間村に移管する。
- 1947年（昭和22年）9月15日 - カスリーン台風の豪雨により、長谷地先の利根川の堤防が決壊。中川村および周辺5村が浸水する被害を出した[1]。
- 1955年（昭和30年）3月1日 - 岩井町・七郷村・神大実村・飯島村・弓馬田村・長須村・七重村と合併し、改めて岩井町が発足。同日中川村廃止。